# Paul Eyssavel
Paul Eyssavel (auch: Pau Eissavel; * 14. Januar 1886 in Lyon; † 1957 in Arzacq-Arraziguet) war ein französischer Dichter französischer und okzitanischer Sprache.

## Leben und Werk
Paul Louis Henri Eyssavel trat 1906 in die Compagnie des chemins de fer de Paris à Lyon et à la Méditerranée (PLM) ein. Er kämpfte im Ersten Weltkrieg als Hauptmann und wurde kriegsversehrt. Er wohnte in La Tour-d’Aigues bei Pertuis.
Eyssavel gehörte zum Félibrige und dichtete vor allem okzitanisch. Gegenstand seiner Dichtung war die Provence in griechisch-römischer und frühchristlicher Zeit. Joseph Anglade nannte ihn einen „poète d’élite“.
In La Tour-d’Aigues trägt eine Straße seinen Namen.

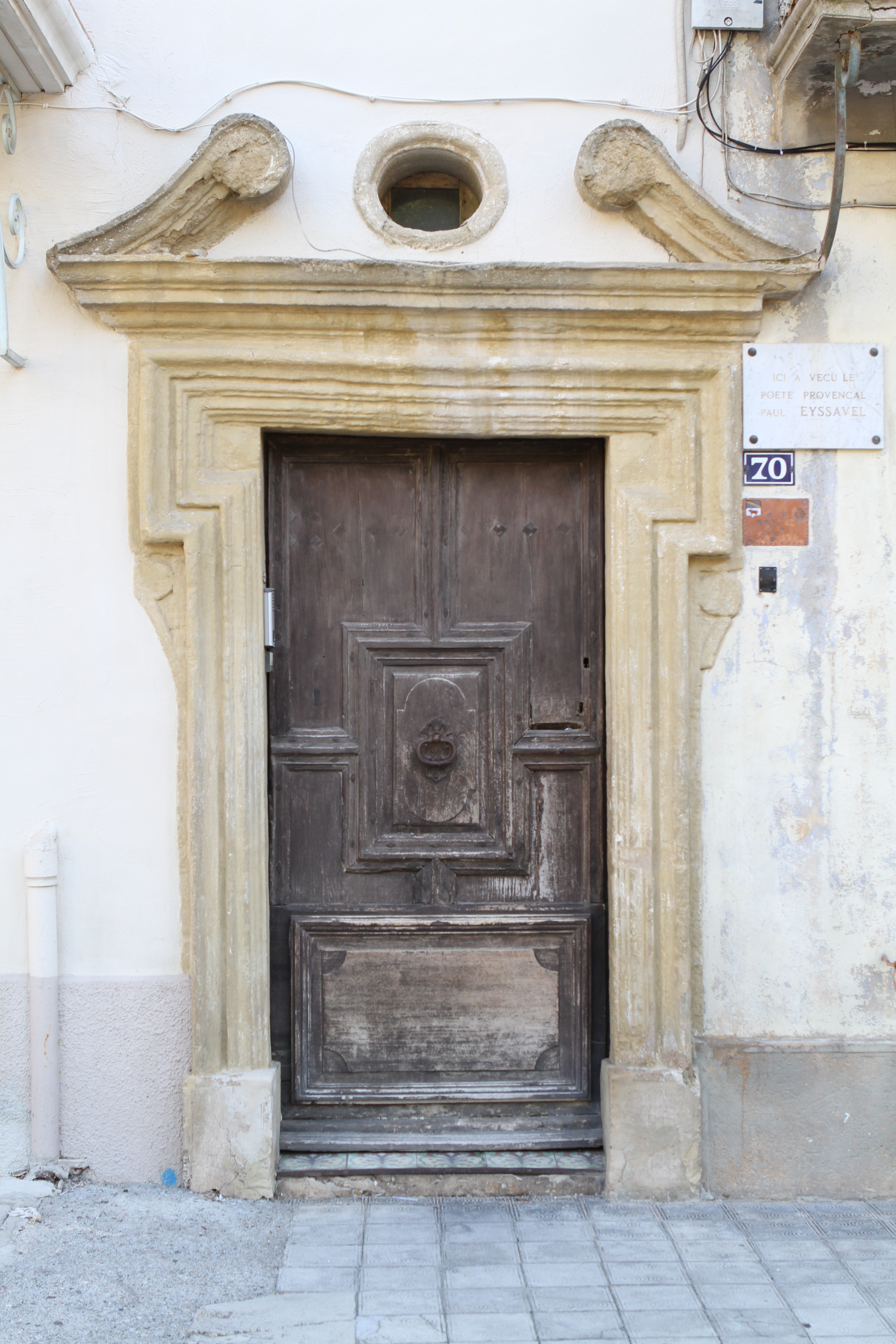
Paul Eyssavels Wohnhaus in La Tour-d’Aigues (mit Gedenktafel)

## Werke (Auswahl)
- Entre leurs mains. Journal d'un mutilé. Plon, Paris 1921. (Vorwort von Abel Durand-Béchet, 1886–1959)
- Au bèu Soulèu dis Àvi. Pouèmo pagan emé traducioun franceso. Macabet Fraire, Vaison-la-Romaine 1925. (zweisprachig, Vorwort von Louis Béchet, 1873–1941)
- À l'aflat dóu gregau. Poèmes marins. Au Souffle du vent grec. Editorial Occitan, Toulouse 1929. (Vorwort von Camille Jullian und Joseph Anglade)
- Lou lume subre la draio. La lampe sur le sentier. Poèmes provencaux. Editions de la Galerie d'Oc, Toulouse
- (Übersetzer) Theokritos: Lis idilis. Traduccion occitana segón lo parlar provençal. Societat d'estudis occitans, Toulouse [193.?]